# NGC 474
NGC 474 est une très vaste galaxie lenticulaire située dans la constellation des Poissons. NGC 474 a été découverte par l'astronome germano-britannique William Herschel en 1784.

## Caractéristiques
Sa vitesse par rapport au fond diffus cosmologique est de 2 201 ± 23 km/s, ce qui correspond à une distance de Hubble de 29,5 ± 2,1 Mpc (∼96,2 millions d'al).
NGC 474 présente une large raie HI.
À ce jour, 13 mesures non basées sur le décalage vers le rouge (redshift) donnent une distance de 28,054 ± 7,392 Mpc (∼91,5 millions d'al), ce qui est à l'intérieur des valeurs de la distance de Hubble.
En raison d'une brillance de surface égale à 15,63 mag/am2, on peut qualifier NGC 474 de galaxie à faible brillance de surface (LSB en anglais pour low surface brightness). Les galaxies LSB sont des galaxies diffuses (D) avec une brillance de surface inférieure de moins d'une magnitude à celle du ciel nocturne ambiant.
L'identification de NGC 470 comme faisant partie de ARP 227 est une erreur selon C. Seligman qui soutient que Arp 227 ne comprend que la galaxie NGC 474. Cependant, on doit noter que NGC 474 est en interaction gravitationnelle avec sa voisine NGC 470.

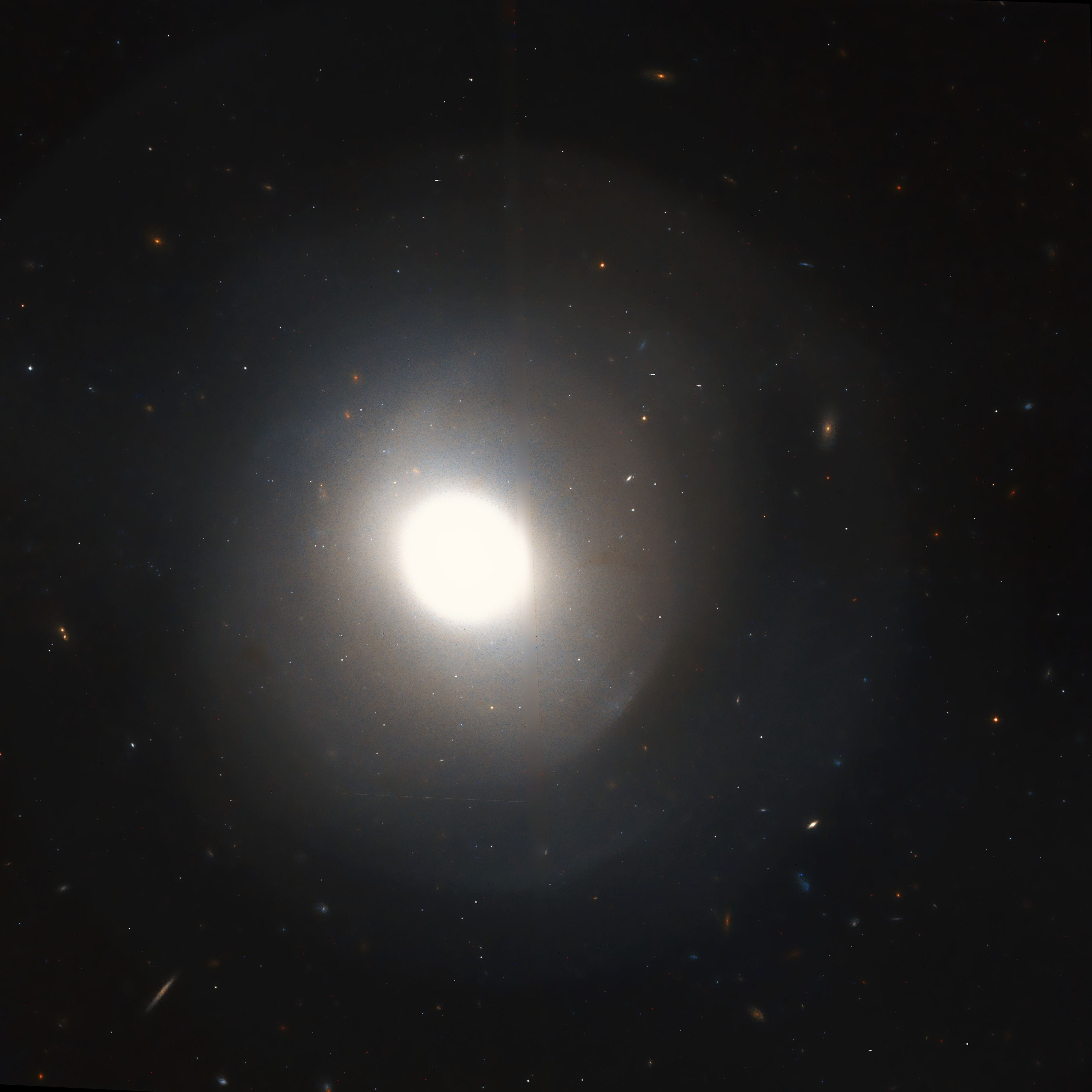
NGC 474 par le télescope spatial Hubble.
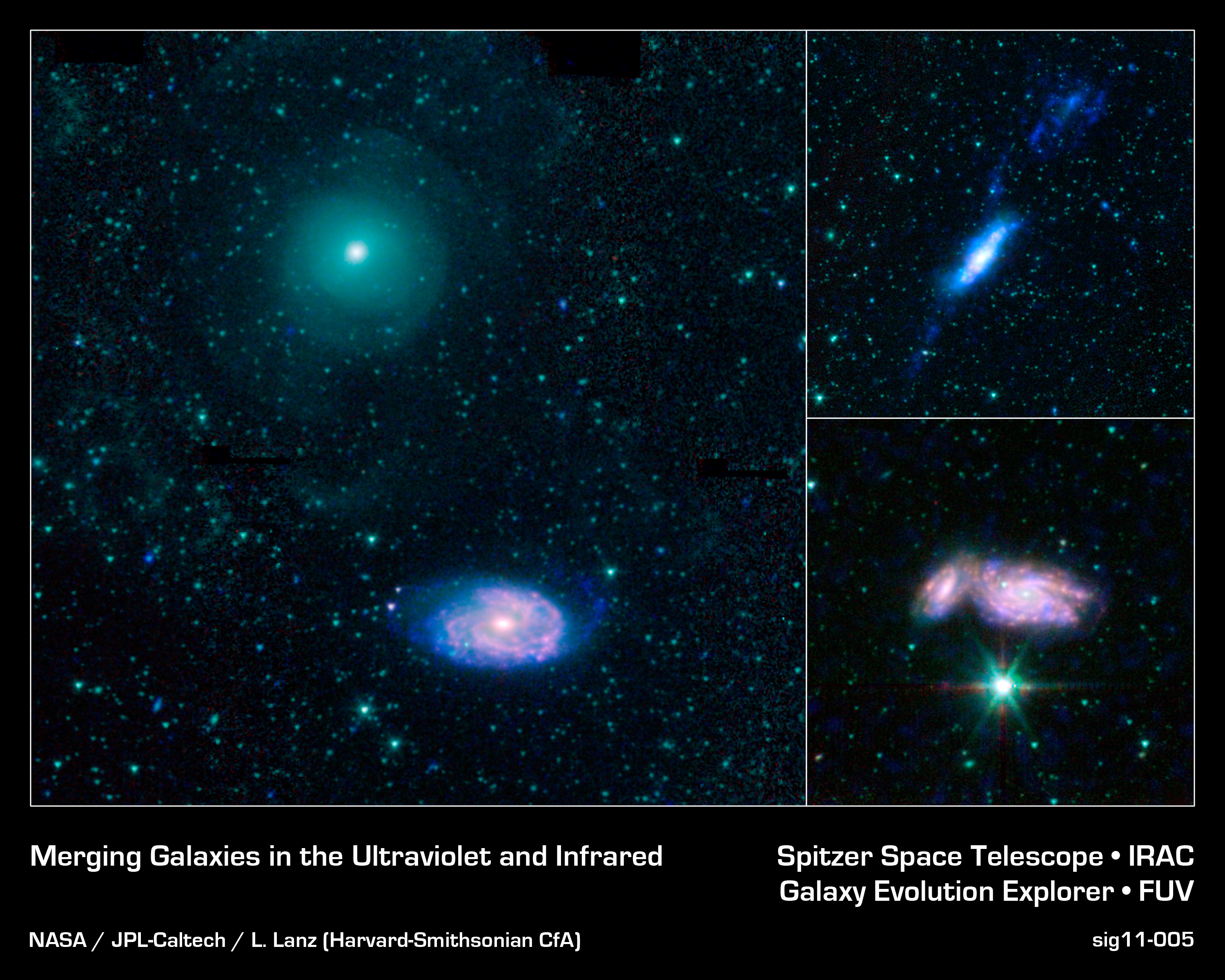
NGC 470 et NGC 474 sont en interaction gravitationnelle (panneau de gauche). C'est peut-être la raison pour laquelle plusieurs identifient ces deux galaxies à Arp 227.

## Un ensemble de coquilles et de courants d'étoiles
On peut voir sur l'image réalisée par l'étude SDSS des coquilles et des jets d'étoiles autour du noyau central de NGC 474. Ces structures sont encore plus visibles sur l'image captée par l'observatoire Canada-France-Hawaï. On pense que ces structures pourraient de l'absorption de plusieurs petites galaxies dans le passé, mais ce n'est pas certain. Ils pourraient aussi avoir été produites par une collision avec la galaxie spirale NGC 470 visible à droite de NGC 474.

## Groupe de NGC 470
NGC 474 appartient au groupe de NGC 470 qui comprend au moins 13 galaxies. Ce groupe comprend les galaxies NGC 470, NGC 474, NGC 485, NGC 488, NGC 489, NGC 502, NGC 516, NGC 518, NGC 520, NGC 522, NGC 524, NGC 525 et NGC 532.
Le groupe de NGC 470 devrait comprendre au moins 4 autres galaxies brillantes dans le domaine des rayons X (NGC 509, IC 101, IC 114 et CGCG 411-0458 (PGC 4994)) car elles sont dans la même région de la sphère céleste et à des distances similaires à celles du groupe.